# Lettres à un ami allemand
Lettres à un ami allemand est un ensemble de chroniques tenues par l'écrivain Albert Camus et publiées dans le journal Combat. L'ensemble a été publié en 1945 par les éditions Gallimard.

## Présentation et contenu
Les Actuelles couvrent une grande partie de la vie d'Albert Camus et se présentent en trois volumes : 
- Lettre no 1 : publiée en juillet 1943 dans le no 2 de la Revue Libre ;
- Lettre no 2 : publiée dans Les Cahiers de la Libération en 1944 sous le pseudonyme de Louis Neuville ;
- Lettre no 3 : publiée dans la revue Libertés en début 1945 ;
- Lettre no 4 : inédite.
- L'ensemble fut ensuite publié chez Gallimard et dédicacé au poète résistant René Leynaud que Camus connut à Lyon pendant la Résistance[1].

« Elles avaient un but, précise Camus dans sa préface, qui était d'éclairer un peu le combat aveugle où nous étions et, par là, de rendre plus efficace ce combat. » Camus utilise ici un procédé qui consiste à écrire une lettre imaginaire à un ami tout aussi imaginaire. La dernière lettre contient cette citation tirée d'Obermann, chère à Camus : « L'homme est périssable. Il se peut ; mais périssons en résistant, et si le néant nous est réservé, ne faisons pas que ce soit une justice. »
À son ami allemand qui prône la grandeur de son pays, Camus réplique que la justice est supérieure à la grandeur et que, de toute façon, tous les moyens ne sont pas bons pour en assurer la prééminence. Le courage n'est valable que s'il est subordonné à l'intelligence. L'Allemagne veut dominer l'Europe alors que la France espère une aventure commune. Tous deux ont cru que ce monde n'était pas dominé par « une raison supérieure », transcendante. Si l'Allemand a pu en inférer que tout était permis, Camus a refusé le désespoir et s'est tourné vers la justice. « Je continue de croire que ce monde n'a pas de sens supérieur, lui écrit-il. Mais je sais que quelque chose en lui a du sens, et c'est l'homme, parce qu'il est le seul être à exiger d'en avoir. »